# Hamberger Bau

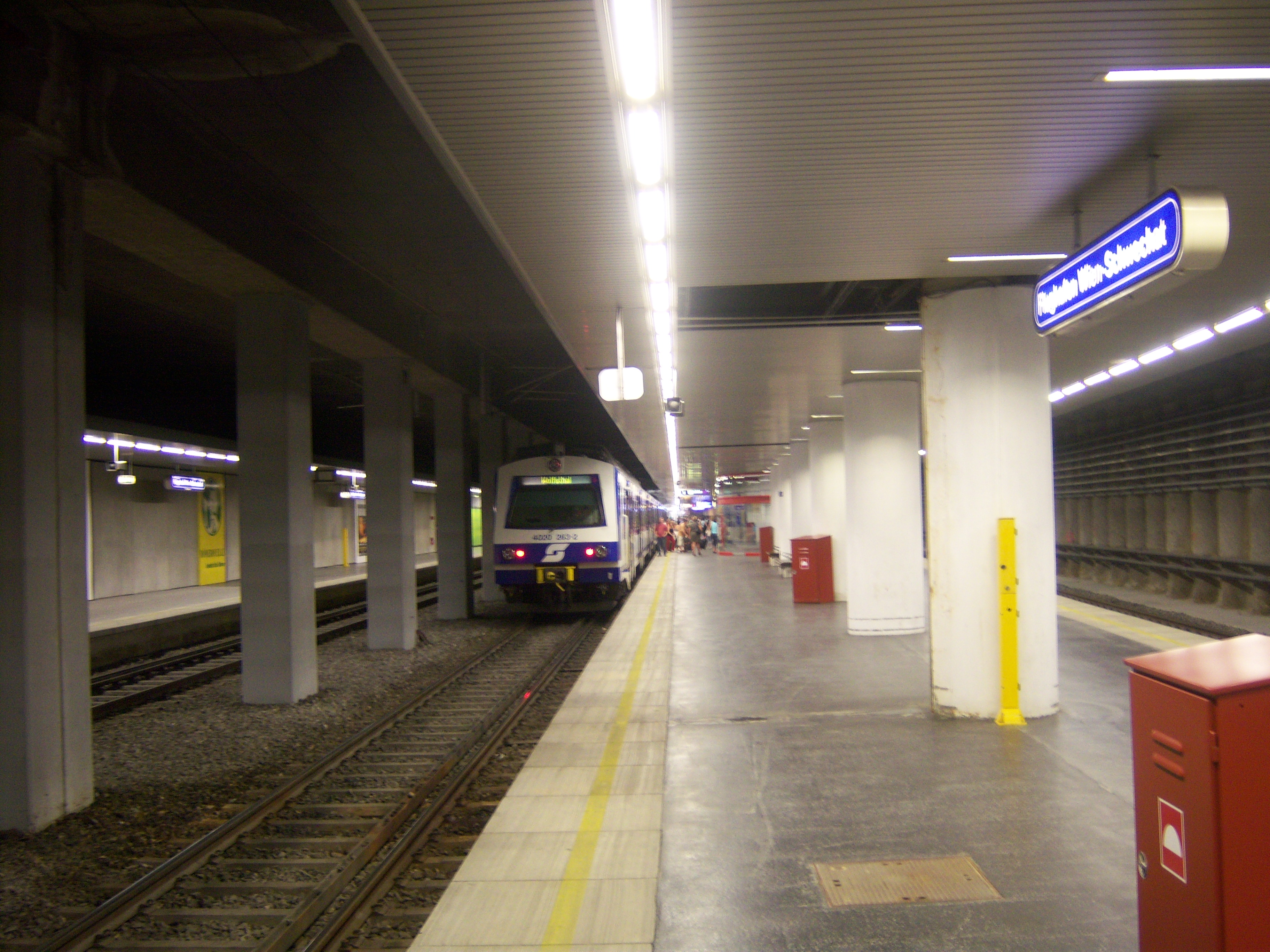
ArGe unterirdischer Bahnhof Flughafen Wien - Schwechat: Hamberger - Beyer - Negrelli 1975–1977

Die Baufirma E.Hamberger (eh) war eine namhafte österreichische Baufirma der „Vereinigung industrieller Bauunternehmungen Österreichs“ mit Hauptsitz in Linz. Das Familienunternehmen wurde 1934 von Ernst Hamberger in Linz gegründet und zählte bis zu seinem Konkurs 1996, zu den größten österreichischen Baufirmen im Bereich Hoch-, Tief- und Ingenieurbau. Neben den Inlandsniederlassungen in Linz (Hauptsitz Bürgerstraße 11, später Winetzhammerstraße 6), Steyr, Wels, Amstetten, St. Pölten, Langenzersdorf, Wien, Salzburg, Graz und Klagenfurt, wurden im Zuge des Zusammenbruches der UdSSR auch Tochtergesellschaften in Ungarn erworben und eine Zweigstelle in Merseburg (Ostdeutschland) gegründet.
Das Hauptgeschäftsfeld der Firma Hamberger war der Kraftwerks- und Brückenbau, aber auch in allen anderen Sparten wie Industrie-, Wohn- und Straßenbau war die Firma vertreten. Das Unternehmen war beim Bau der Kraftwerkskette Donau beteiligt, sowie bei zahlreichen anderen Kraftwerks- und Brückenbauten in Österreich.

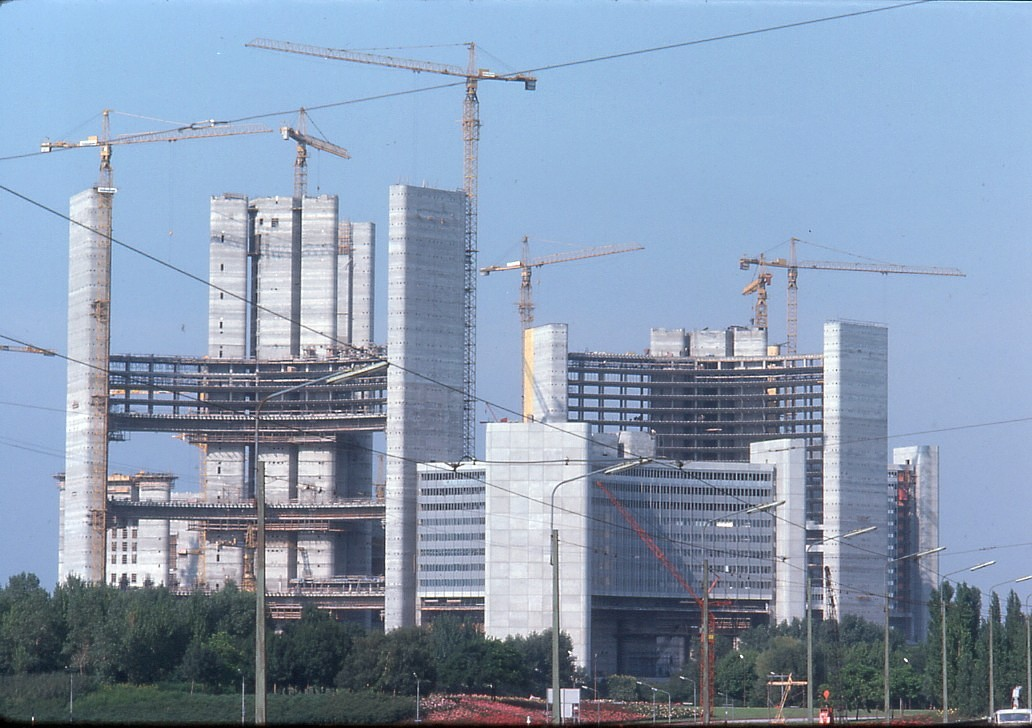
Beteiligung bei Bau - Arbeitsgemeinschaft Vienna International Centre, August 1975

## Geschichte
Gründungsjahr war das Jahr 1934 durch die beiden Zivilingenieure Ernst Hamberger und Herrn Neuzil. Zu Beginn ihrer Tätigkeit beschäftigte sich die Firma vorwiegend mit dem Gleis- und Straßenbau. Während des Zweiten Weltkriegs war die Firma beim Ausbau der Linzer Luftschutzbunkeranlagen sowie bei Errichtung der Hermann Göring-Werke in Linz beteiligt. Nach Kriegsende war das Unternehmen voll in den Wiederaufbau der heimischen Wirtschaft integriert. Eine Ausweitung auf alle Sparten des damaligen Baugeschehens und eine sprunghafte Umsatzsteigerung war die logische Folge. Bereits 1949 hatte Hamberger aufgrund seiner bundesweiten Aktivitäten eine Größe erreicht, die eine Einbringung der Einzelfirma in eine Ges.m.b.H. und die Bestellung einer Geschäftsführung erforderlich machten. Nach dem frühen Tod des Firmengründers Ernst Hamberger 1952 übernahm Karl Eder die Leitung des Unternehmens. Im September 1967 übernahm dann der Sohn des Firmengründers, Ernst Hamberger jun. die Geschäftsführung. 1984 wurde der Firma Hamberger das österreichische Staatswappen verliehen. Im Jahr 1987 wurde die Geschäftsführung neben Ernst Hamberger mit Hans Roth erweitert. 1988 beteiligten sich Hamberger und Ilbau (u. a.) bei der Gründung der „Asphaltmischwerk Limberg GmbH“. Ende der 1980er-Jahre entwickelte sich die Baufirma Hamberger immer mehr zu einem Baukonzern. Das Unternehmen beschäftigte Zeit seines Bestehens 1000 bis 2000 Mitarbeiter. Im Jahr 1993 waren es ca. 700 Beschäftigte in Österreich und ca. 1300 Beschäftigte in Ungarn.
Übermäßige Investitionen in die Aktivitäten der Firma in Ungarn waren der Hauptgrund für die Insolvenz. Bei der Zahlungsunfähigkeit der Firma Hamberger im Jahr 1995 standen Verhandlungen zur Übernahme durch den deutschen Baukonzern Wayss&Freytag, sowie durch die Haselsteiner-BiBag-Baupleiteholding aber auch eine Übernahme durch die Alpine Bau im Gespräch. Letzten Endes kam es aber zu keiner Einigung, weshalb die Baufirma Hamberger vollständig aufgelöst und die Restmassen verkauft wurden. Das Unternehmen befand sich seit seiner Gründung bis zur Insolvenz ausschließlich im Privatbesitz der Familien Hamberger und Wurm.

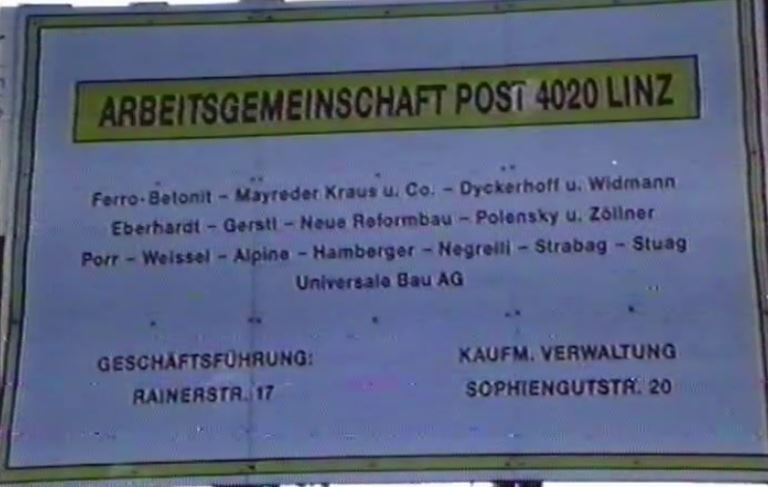
Arge Post Verteilerzentrum Linz, 1989–1992

Bekannte Bauten der Firma Hamberger sind die dritte Reichsbrücke und die UNO-City in Wien, sowie die Rosenbrücke in Tulln und die Steyregger Brücke in Linz.

## Tätigkeitsbereiche
- Brückenbau
- Kraftwerksbau
- Tunnelbau
- Gleisbau
- Straßenbau
- Industriebau
- Schulbau
- Wohnbau
- Althaussanierungen

## Bekannte Bauwerke (Arbeitsgemeinschaften)

### Brückenbau
| - Dritte Reichsbrücke Wien (1978–1981) - Steyregger-Brücke (1976–1979) - Vöestbrücke Linz (1969–1972) - Schönauerbrücke Steyr „Hundsgrabenumfahrung“ (1971, Brücke über die Enns) - Rederbrücke Steyr (1959–1961) - Hangbrücken Matrei-Wald(Brennerautobahn) - Aurachbrücke (A1 Westautobahn) - Auhofbrücke (Mühlkreisautobahn) - Talübergang Gaflenz bei Weyer - Rosenbrücke Tulln (1992–1995) - Landlbrücke (1982–1984) - Grünhaufenbrücke Wien (1994) - Präbichl - Nordrampe - Museumssteg Steyr |  |  |  |  |
| |  |  |  |  |
| |  |  |  |  |

### Kraftwerksbau

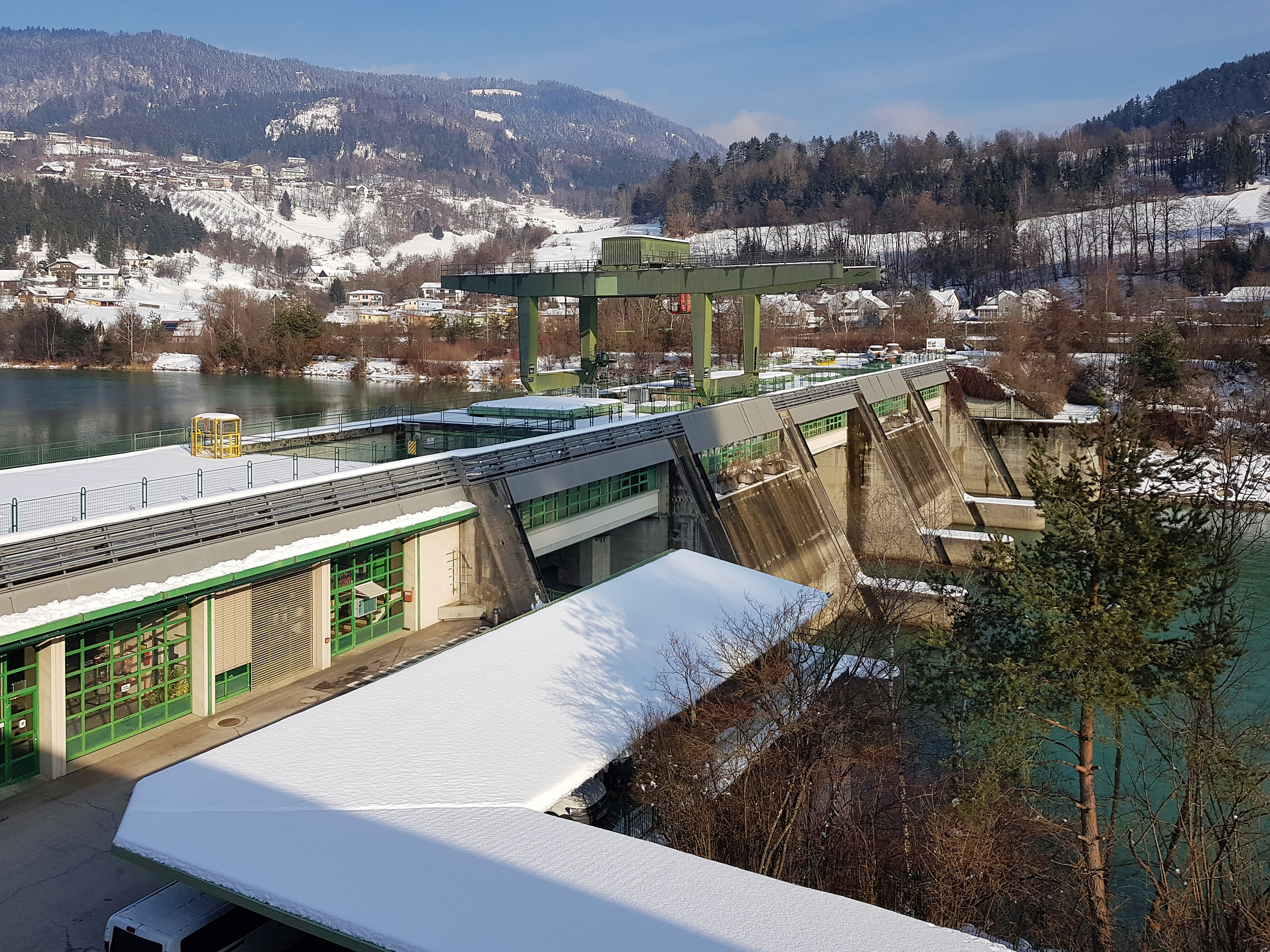
Draukraftwerk Villach

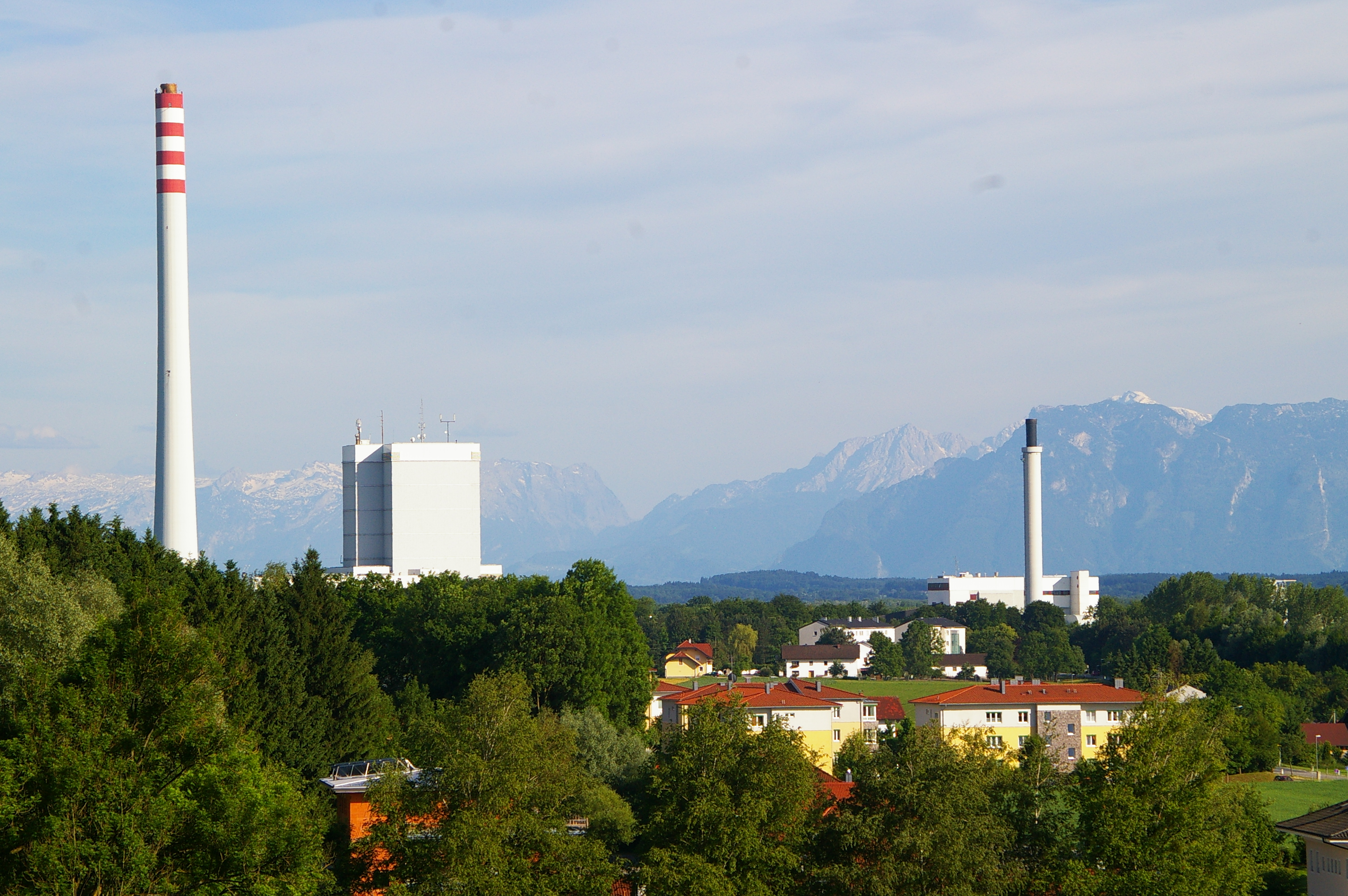
Bau - Arbeitsgemeinschaften Dampfkraftwerke Riedersbach, Oberösterreich

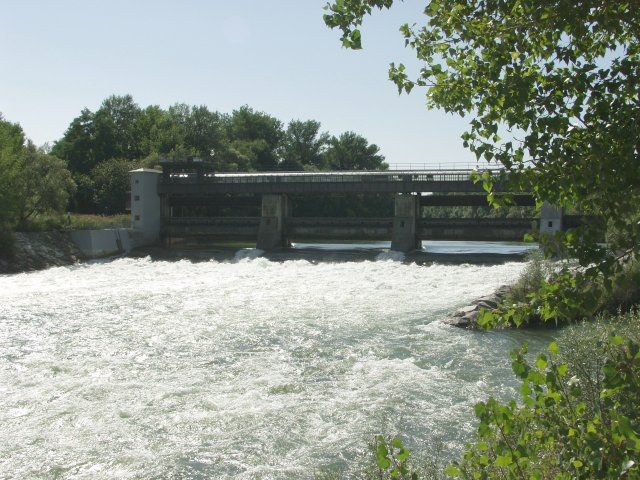
1947 Arge Traunwehr Ansfelden

Im Wasserbau und Wasserkraftwerksbau war Hamberger bereits ab den 1950er Jahren, eine der federführenden Bauunternehmungen Österreichs. Dies zeigte sich beispielsweise durch die Errichtung des Wasserkraftwerks „Traunwehr Ansfelden“, in Arbeitsgemeinschaft mit der Bauunternehmung Ferro - Betonit und Zusammenarbeit mit der damaligen Besatzungsmacht US - Army. Bereits ab 1959, mit dem Bau des Donaukraftwerks - Aschach, war Hamberger fester Bestandteil der Bau - Arbeitsgemeinschaften für sämtliche Donaukraftwerke in Österreich die folgten.

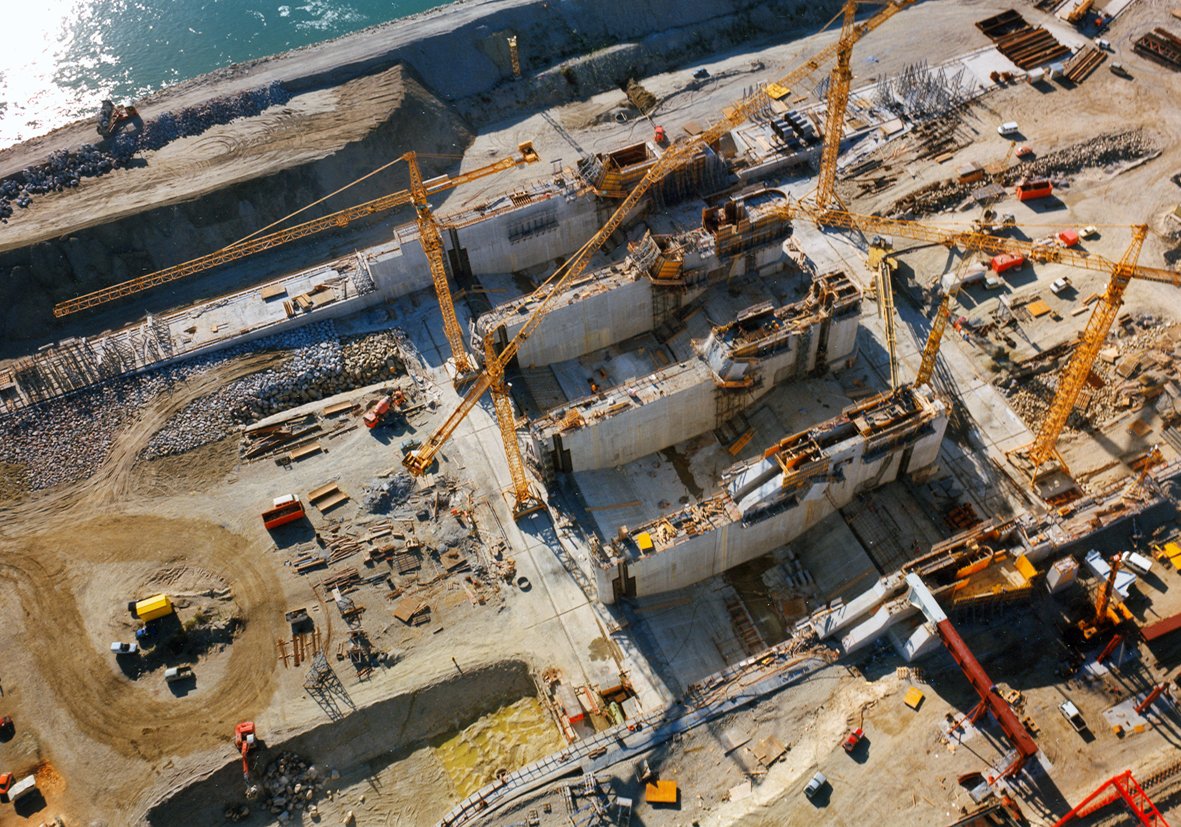
Donaukraftwerk Wien - Freudenau, Bauabschnitt 2 Wehranlage 1994

- 1947 Arge Traunwehr Ansfelden[26]Donaukraftwerke Österreich[27]
- Traunkraftwerke
- Traundämme-Marchtrenk[28]
- Ennskraftwerke[29]

### Tunnelbau

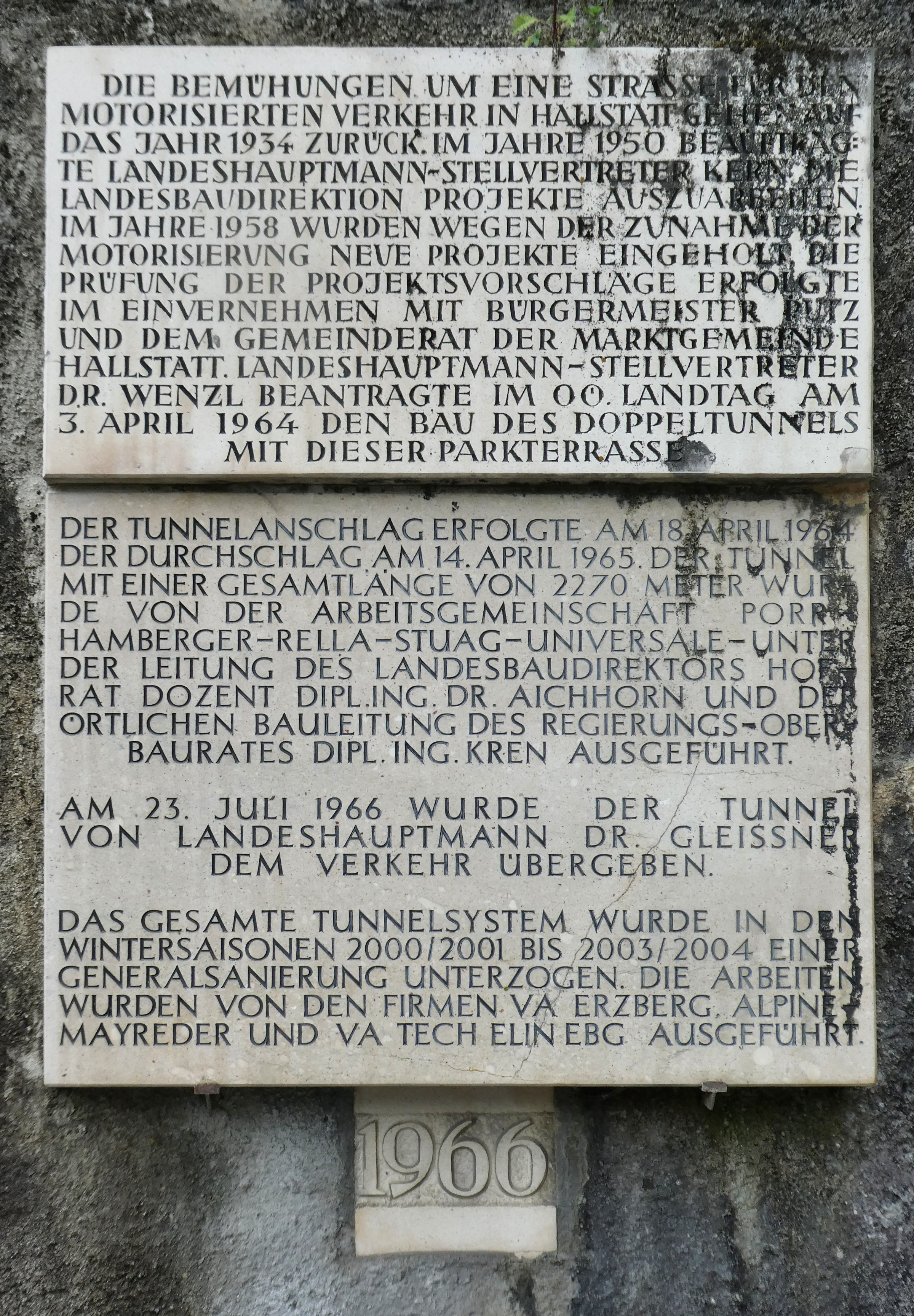
Arge Umfahrungstunnel Hallstatt 1964–1966, Porr - Hamberger - Rella - Stuag - Universale

- Arge Umfahrungstunnel Hallstatt 1964–1966, Porr - Hamberger - Rella - Stuag - UniversaleBosrucktunnel
- Arge Bosrucktunnel 1980–1983, Mayreder - Hamberger - PorrUntergrundbahn-Wien[30]

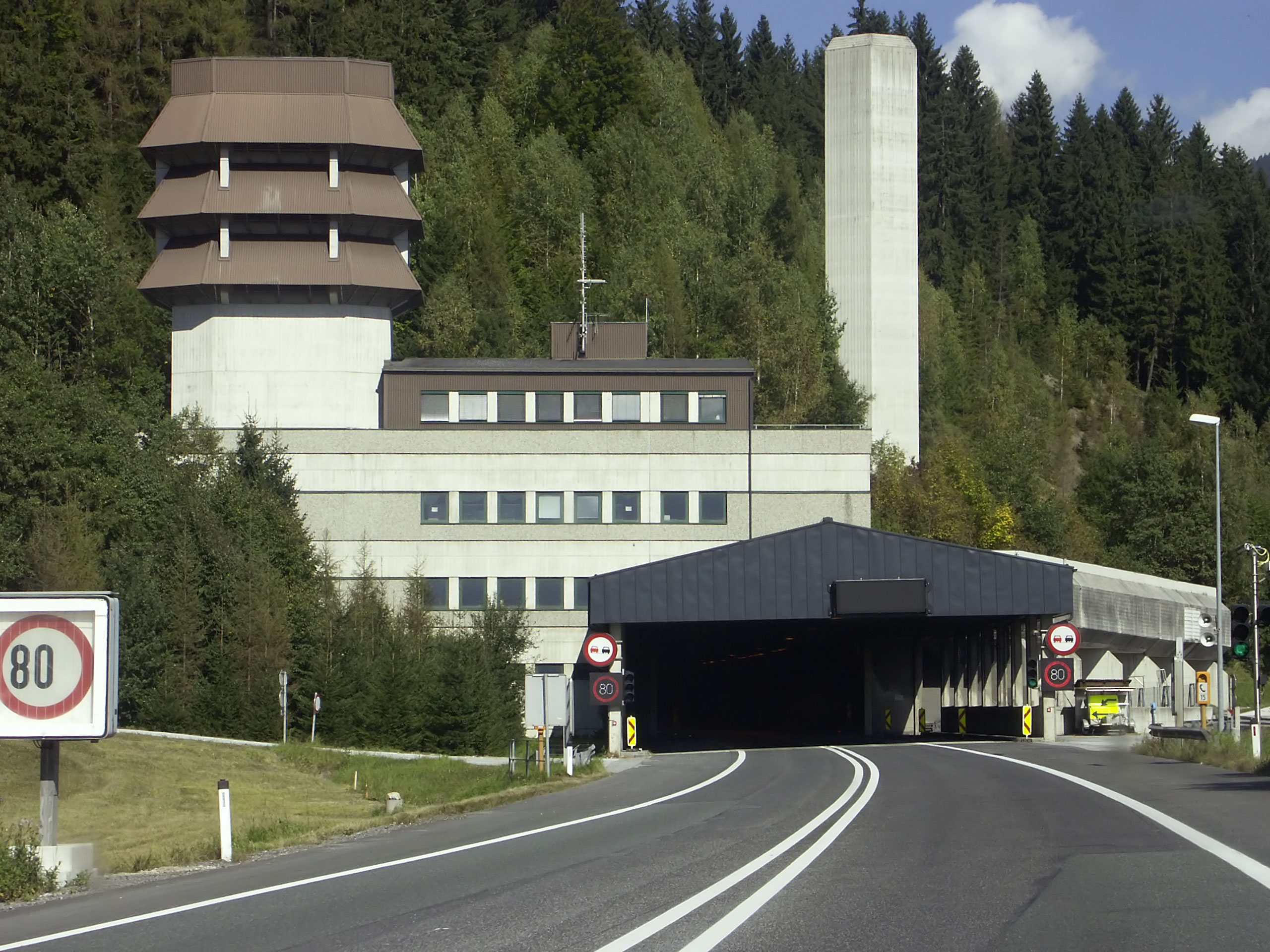
Arge Bosrucktunnel 1980–1983, Mayreder - Hamberger - Porr

- Bahnhof Flughafen Wien-Schwechat (1975–1977)[2]
- Wehrgrabentunnel-Tomitzstraße Steyr
- Hallstätter Tunnel[31]
- „Helga-Stollen“ - ArGe Arthurwerk (Kraftwerksmodernisierung), St. Johann im Pongau[32]

### Gleisbau
- Bahnhof Flughafen Wien-Schwechat (1975–1977)[2]
- Brückenhebung: Eisenbahnbrücke Steyregg
- Pyhrnbahn Marchtrenk-Traun

### Autobahn- und Straßenbau
- Tauernautobahn[33]
- Brennerautobahn[34]
- A1 Westautobahn[35]
- Südautobahn Erdbaulos „Pack-Twimberg“
- Triester-Straße Wien
- Pistensanierung-09/27 Linz-Hörsching (1992–1993)
- Eisenstraße[21]
- Ostumfahrung Hallstatt[31]
- B25 Erlauftal - Bundesstraße[36]

### Industriebau und Infrastruktur
- Kläranlage Steyr (1982–1985)[37]
- Kläranlage Laakirchen - Papierfabrik-Steyrermühl (1988–89)[38]
- Kläranlage Ternberg (1990)[39]
- AKH-Linz
- Post-Verteilerzentrum Linz-Hauptbahnhof
- UNO-City Wien
- Uno-Shopping Leonding (keine Arge)

### Schulbau
- HTL Leonding (1985–1987)
- HLT Bad-Ischl
- Landwirtschaftliche Berufsschule Schlierbach

### Wohnbau- und Geschäftsgebäude
- Hochhaus-Kremplstraße Linz „Spinatbunker“
- Haus der Technik - Linz (1959–1960)[4]
- Heinz Nittel-Hof Wien[40]
- Julius-Raab-Studentenheim Linz (1975–1977)
- Lehrerhaus Linz (Neuerrichtung, Bombentreffer)[41]
- Wirtschaftskammer Wien - Ausbau Parkdecks[42]
- „Ärztehaus“ Dinghoferstraße 4 Linz[43]
- Wohnhausanlage   für   die   Linzer  Baugenossenschaft Kantstraße 2–16/Schillerstraße 63/Bürgerstraße 68, 70 und 71/Lustenauerstraße 34,  Linz (1937–40, mit anderen Baufirmen)[43]

### Kirche und Kultur
- Pfarre-Linz St. Michael[3]
- Umbau Stadttheater Steyr 1979[44]